# Bradina agraphalis
Bradina agraphalis is een vlinder uit de familie van de grasmotten (Crambidae), uit de onderfamilie van de Spilomelinae. De wetenschappelijke naam van deze soort is voor het eerst voorgesteld als Stenia agraphalis door Achille Guenée in een publicatie uit 1854.
De soort komt voor in Brazilië.